# باسطة (اسم)
بَاسِطَة هو اسم علم مؤنث من أصل عربي، وجاء الاسم على صيغة الفاعل، ومعناه هو من تمد الشيء منشورًا، والمجاوزة القصد في الإنفاق، والمنطلقة اللسان.